# Цитидиндезаміназа
Цитидиндезаміназа (англ. Cytidine deaminase) — білок, який кодується геном CDA, розташованим у людей на короткому плечі 1-ї хромосоми. Довжина поліпептидного ланцюга білка становить 146 амінокислот, а молекулярна маса — 16 185.
| 10         |  | 20         |  | 30         |  | 40         |  | 50         |
| ---------- |  | ---------- |  | ---------- |  | ---------- |  | ---------- |
| MAQKRPACTL |  | KPECVQQLLV |  | CSQEAKKSAY |  | CPYSHFPVGA |  | ALLTQEGRIF |
| KGCNIENACY |  | PLGICAERTA |  | IQKAVSEGYK |  | DFRAIAIASD |  | MQDDFISPCG |
| ACRQVMREFG |  | TNWPVYMTKP |  | DGTYIVMTVQ |  | ELLPSSFGPE |  | DLQKTQ     |

A: Аланін

C: Цистеїн

D: Аспарагінова кислота

E: Глутамінова кислота

F: Фенілаланін

G: Гліцин

H: Гістидин

I: Ізолейцин

K: Лізин

L: Лейцин

M: Метіонін

N: Аспарагін

P: Пролін

Q: Глутамін

R: Аргінін

S: Серин

T: Треонін

V: Валін

W: Триптофан

Кодований геном білок за функцією належить до підгрупи гідролаз — дезаміназ. Цей фермент каталізує реакцію відщеплення аміногрупи від нуклеотиду цитидину. Білок має сайт для зв'язування з іоном цинку.
У геномі реброплавів наявні 2 ізоформи цитидиндезамінази: CDA1 та CDA2.